# グレゴリー・ガラガン
グレゴリー・アナトリヨヴィチ・ガラガン（ウクライナ語: Григо́рій Анато́лійович Галаган、1978年1月8日 - ）は、ウクライナの軍人。第2代ウクライナ特殊作戦軍司令官。2022年7月25日からウクライナ保安庁アルファ部隊第一副司令官。

## 栄典
- 3等ボフダーン・フメリニツキー勲章（英語版）
- 3等勇敢勲章 - 2015年8月13日[4]
- ウクライナ軍務勲章（英語版）